# Heteragrion ictericum
Heteragrion ictericum – gatunek ważki z rodziny Heteragrionidae. Występuje na terenie Ameryki Południowej.